# タモリのヒストリーX
『タモリのヒストリーX』（タモリのヒストリーエックス、英称:TAMORI'S HISTORY - X）とは、フジテレビ系列にて2007年から2008年にかけて合計5回に渡って不定期放送されていたタモリがメイン司会の歴史バラエティ番組及び特別番組である。タモリの冠番組である。ステレオ放送、文字多重放送、ハイビジョン制作が実施されている。通称は『ヒストリーX』。

## 概要
オープニングは、番組の趣旨が記された以下の文章（歴史について書かれていた「番組概要」をベースにしたもの）が流れる。
上記の文章が白いテロップでスクロール式に下から上に流れる。そして、『歴史は生きている!』と大きく表示される。
『前代未聞の“好奇心バトル番組”』と銘を打ち、日本史・世界史等の歴史を題材として、タモリ扮する『タモ様』が新しい歴史書『タモリのヒストリーX』に自らタモリを前にして家臣の者どもお笑い芸人・俳優・女優ら（1名ずつ）が調べてきたことを自らプレゼン（発表）形式で発表し、提唱する新説を掲載してもらえるのは一体どの家臣の者ども（パネラー）かというもの。教科書には載らない歴史などを発表する『歴史の真実を楽しくひもとく』歴史バラエティ番組である。
家臣にはプレゼンの出来栄えによって小判（第1 - 4回放送分）、星（第5回放送分）が最大5枚与えられるが、プレゼンが終了したトーク中にタモリの意向で取り上げられることもある。タモリの心を動かしたうわさは歴史書「ヒストリーX」に書き込まれるのである。進行役である（姫）は高島彩（フジテレビアナウンサー）が担当している。
こうして、タモリの手によって面白い歴史エピソード満載の新たなる歴史書「ヒストリーX」が完成されていき、そんじょそこらの知識では太刀打ちできないタモ様を納得させられるのは誰か。今まで誰も知らなかった驚きの歴史上のうわさの数々が明らかになる。プレゼンが終わり、分からない事があると歴史お局「キタ様」が登場し詳しく説明してくれる。
第1・2・5回目放送分はプライムタイム（深夜放送）であったが、視聴者からの好評につき第3回目放送分からはゴールデンタイムに進出し、家臣の者ども（プレゼンター）も一段と増えた。ゴールデンタイムではお色気が少ないと言うことで、第4回目放送分はタモリの要望によりプライムタイムの放送に戻った形になった。

## 出演者

### 司会・進行
- 城主（殿） - タモリ（「タモ様」） - 番組ホームページ上では本名の“森田一義”名義
- 進行（姫） - 高島彩（元フジテレビアナウンサー）
- キタサマ（人形） - 喜多あおい（ジーワン） - 番組リサーチャーが声の出演をし、出演者の疑問に対し解説する

### 家臣（プレゼンター）
- 千原ジュニア（千原兄弟） - 全放送分に出演
- 品川祐（品川庄司） - 全放送分に出演
- 劇団ひとり - 第4回放送分まで出演
- 安めぐみ - 第1回放送分に出演
- 田中裕二（爆笑問題） - 第2回放送分に出演
- 小池栄子 - 第2回〜5回放送分に出演
- えなりかずき - 第3回放送分に出演
- 森三中 - VTR出演
  - 大島美幸
  - 村上知子
  - 黒沢かずこ
- 西川史子 - 第3回放送分に出演
- 柳原可奈子 - VTR出演
- 松下由樹 - 第3回・4回放送分に出演
- 徳井義実（チュートリアル） - 第3回放送分に出演
- 中山秀征 - 第4回放送分に出演
- 石原良純 - 第5回放送分に出演
- 小島よしお - 第5回放送分に出演
- 高木美保 - 同上
- 八田亜矢子 - 同上
- 里田まい - 同上

### ナレーション
- 高塚正也
- 藤田淑子

### エキストラ（局・中臈）
- スタジオには、たくさんのモデル系やイベントコンパニオン系の女性が、かつらや衣裳を身に着け、大奥女中（局・中臈）としてエキストラ出演をしている。
- しかし、第5回目放送分（2008年4月28日放送分）からは、画面からかつら姿のモデル系やイベントコンパニオン系の女性が消えた状態となった。

## 放送リスト

### 第1回
- 番組タイトル名：『タモリのヒストリーX』
- 放送日・放送時間：2007年1月3日 23:30 - 0:30（JST）放送。

| 家臣（プレゼンター）     | 歴史内容                        | 小判    |
| ------------------------ | ------------------------------- | ------- |
| 千原ジュニア（千原兄弟） | 「伝説・宮本武蔵の真の姿!?」    | 小判5枚 |
| 品川祐（品川庄司）       | 「武田信玄もう一つの顔」        | 小判4枚 |
| 劇団ひとり               | 「聖徳太子のタブーに挑戦」      | 小判4枚 |
| 安めぐみ                 | 「ドラマじゃ見られないHな大奥」 | 小判4枚 |

### 第2回
- 番組タイトル名：『タモリのヒストリーX』
- 放送日・放送時間：2007年4月6日 23:00 - 23:58（JST）放送。

| 家臣（プレゼンター）     | 歴史内容                            | 小判    |
| ------------------------ | ----------------------------------- | ------- |
| 千原ジュニア（千原兄弟） | 「一休さんはとんちがきかなかった!」 | 小判4枚 |
| 品川祐（品川庄司）       | 「織田信長のハケンの品格とは!?」    | 小判3枚 |
| 劇団ひとり               | 「本当の忍者はカッコわるかった!」   | 小判3枚 |
| 田中裕二（爆笑問題）     | 「お犬様将軍の真相!」               | 小判4枚 |
| 小池栄子                 | 「ドラマじゃ見られないHな大奥」     | 小判4枚 |

### 第3回
- 番組タイトル名：『タモリのヒストリーX』
- 放送日・放送時間：2007年9月30日 19:00 - 20:54（JST）放送。

『時代劇ドラマヒーローの裏側』
| 家臣（プレゼンター） | 歴史内容                                  | 小判    |
| -------------------- | ----------------------------------------- | ------- |
| 劇団ひとり           | 「水戸黄門は旅に出なかった!?」            | 小判3枚 |
| 品川祐（品川庄司）   | 「秀吉鬼嫁日記」                          | 小判5枚 |
| えなりかずき         | 「遠山の金さんの姿!カッコよくはなかった」 | 小判4枚 |

『女の歴史』
| 家臣（プレゼンター） | 歴史内容                         | 小判    |
| -------------------- | -------------------------------- | ------- |
| 小池栄子             | 「仰天!大奥の年金制度」          | 小判3枚 |
| 西川史子             | 「清少納言VS紫式部ブログバトル」 | 小判4枚 |
| 松下由樹             | 「世界初の全身麻酔の完成には!?」 | 小判5枚 |

『歴史の新ジャンル』
| 家臣（プレゼンター）       | 歴史内容                                                                 | 小判    |
| -------------------------- | ------------------------------------------------------------------------ | ------- |
| 徳井義実（チュートリアル） | 「江戸幕府おもしろ殺人お仕事」                                           | 小判4枚 |
| 千原ジュニア（千原兄弟）   | 「おふくろの味の驚くべきルーツ!肉じゃがはビーフシチューの失敗作だった!」 | 小判4枚 |

### 第4回
- 番組タイトル名：『タモリのヒストリーX』
- 放送日・放送時間：2008年1月10日 22:00 - 23:24（JST）放送。

| 家臣（プレゼンター）     | 歴史内容                                         | 小判                                           |
| ------------------------ | ------------------------------------------------ | ---------------------------------------------- |
| 品川祐（品川庄司）       | 「徳川家康は怒りん坊将軍だった!?」               | 小判4枚 （タモ様曰く「一律4枚」）              |
| 小池栄子                 | 「花魁その浮世離れな世界とは!?」                 | 小判4枚                                        |
| 劇団ひとり               | 「奈良の大仏頭が3度落ちた!?」                    | 小判4枚                                        |
| 中山秀征                 | 「福山雅治も仰天!?ガリレオってこんな奴」         | 小判4枚                                        |
| 千原ジュニア（千原兄弟） | 「日本を外国から守った!?伊能忠敬の地図の奇跡!!」 | 小判4枚                                        |
| 松下由樹                 | 「細川ガラシャの純愛とその悲劇の生涯!!」         | 小判5枚 （タモ様号泣により「一律」が破られた） |

『タモリの日本の寺』（タモリがオススメの寺を紹介）
| タモリがオススメするお寺 | 詳細                   |
| ------------------------ | ---------------------- |
| 毛越寺                   | 日本最古の庭園         |
| 銀閣寺（慈照寺）         | 東山文化を代表する庭園 |
| 妙心寺退蔵院             |                        |

### 第5回
- 番組タイトル名：『タモリ'sヒストリーX 〜人生を豊かにする日本のストーリー〜』
- 放送日・放送時間：2008年4月26日 23:10 - 23:55（JST）放送。

この放送分より、「タモリ'sヒストリーX」に番組タイトル名が変わった。また大奥の扮装をしなくなり、タモリから与えられるのも小判ではなく星に変わった。
『日本の素晴らしいストーリー』
| 家臣（プレゼンター）                             | 歴史内容                       | 星    |
| ------------------------------------------------ | ------------------------------ | ----- |
| 千原ジュニア（千原兄弟）                         | 「10分で心打つ『篤姫』」       | ☆☆☆☆☆ |
| 小島よしお                                       | 「戦国武将ら珠玉の名言」       | ☆☆☆☆  |
| 石原良純                                         | 「リストラ武士とあんぱん誕生」 | ☆☆☆☆☆ |
| 品川祐（品川庄司）                               |                                |       |
| 小池栄子                                         |                                |       |
| 高木美保                                         |                                |       |
| 八田亜矢子                                       |                                |       |
| 里田まい                                         |                                |       |
| （品川から里田まではプレゼンターではなく聞き役） |                                |       |

『タモリの日本の寺』（タモリがオススメの寺を紹介）
| タモリがオススメするお寺 |
| ------------------------ |
| 常栄寺                   |
| 神護寺                   |

## スタッフ
- ナレーション：高塚正也、藤田淑子
- 監修：加来耕三
- 構成：樋口卓治、鈴木おさむ、都築浩、福田雄一、松本真一、秋葉高彰、山内正之、藤谷弥生
- 技術：共同テレビ
- TD（テクニカルディレクター）：佐々木信一、上村克志
- SW（スイッチャー）：大嶋徹
- CAM（カメラマン）：小林知司
- VE（ビデオエンジニア）：帯刀淳也、川崎淳、郡司洋
- AUD（オーディオ）：太田勝巳
- 照明：北澤正樹（FLT）
- 美術制作：井上幸夫（フジテレビ）、矢野雄一郎
- セットデザイン：棈木陽次（フジテレビ）
- 美術進行：中村秀美、堀部信行、矢野雄一郎
- 大道具：内堀圭一、塩山勝之
- アクリル装飾：國母淳一
- 電飾：寺田豊
- アートフレーム：菅沼和海
- 特殊装置：永島哲哉、日下信二
- 装飾：福留克年
- 生花装飾：安藤岳
- 植木装飾：渡辺篤
- 視聴効果：中溝雅彦
- 特殊美術：横山公一
- 衣裳：佐藤孝二
- 持道具：山田裕紀
- メイク：松本吉枝
- 床山：中野奈緒、泉水貴光、矢津田一寛
- CG：瀬井貴之
- マルチ：マルチバックス
- イラスト：石井克昌・青田明央（タイトルアート）、福満研一
- VTR編集： 一ノ瀬勝（笑カンパニー）
- MA：中村和弘（笑カンパニー）
- 音響効果：松長芳樹（デジタルサーカス）
- 編成：坪田譲治、成戸真知子、情野誠人（両社ともフジテレビ）
- 広報：小中ももこ（フジテレビ）
- TK（タイムキーパー）：平井冴子
- デスク：小林琴美
- リサーチ：喜多あおい（ジーワン）、高橋直子、金井真紀、冨田紀子、菅将仁
- FD（フロアディレクター）：鎌瀬慎吾（フジテレビ）、川瀬貴裕、高橋洋子
- AP（アシスタントプロデューサー）：北口富紀子、木月洋介（両社ともフジテレビ）
- 制作プロデューサー：北口富紀子、福島ツトム、辻村たろう
- ディレクター：渡辺剛、中澤智有、名城ラリータ、宮崎鉄平（宮崎→フジテレビ）、川瀬貴裕
- 演出：金子傑（フジテレビ）
- プロデューサー：濱野貴敏（フジテレビ）【第5回 - 】
- チーフプロデューサー / プロデュース：石井浩二（フジテレビ）【第5回 - 以前は、プロデュース】
- 制作協力：田辺エージェンシー、NET WEB
- 制作：フジテレビバラエティ制作センター
- 制作著作：フジテレビ